# Rivière De Troyes
Der Fluss Rivière De Troyes ist ein Zufluss der Inlandsbucht Lac Tasiujaq (vormals Lac Guillaume-Delisle) im Westen der Labrador-Halbinsel in der kanadischen Provinz Québec im Parc national Tursujuq.

## Flusslauf
Der Fluss entspringt 25 km südlich des Sees Lac Wiyâshâkimî (vormals Lac à l’Eau Claire). Von dort fließt er in westnordwestlicher Richtung durch den Kanadischen Schild. Der Rivière à l’Eau Claire verläuft nördlich des Rivière De Troyes. Der Rivière De Troyes mündet nach 81 km in den südlichen Teil des Lac Tasiujaq. Auf seiner Strecke liegen mehrere Stromschnellen.
Der Fluss trug früher die Bezeichnungen Rivière Wiachuan und Rivière Wiyaschun. Er wurde dann aber nach Pierre de Troyes, der im Jahr 1685 in Québec eintraf und im darauffolgenden Jahr eine Militärexpedition zur Unterstützung der Hudson’s Bay Company führte, benannt.